# Flughafen Da Nang

i8
i11
i13
Der Flughafen Đà Nẵng (vietnamesisch Sân bay Quốc tế Đà Nẵng, IATA-Code: DAD, ICAO-Code: VVDN) liegt bei Đà Nẵng in Mittel-Vietnam und ist der drittgrößte Flughafen des Landes.

## Zwischenfälle
- Am 17. März 1953 stürzte eine Douglas DC-3/C-47A-70-DL der Aigle Azur (Luftfahrzeugkennzeichen F-BEFG) vom Flughafen Hue/Phu Bai kommend beim Anflug auf den Flughafen Da Nang in schlechtem Wetter nahe der Halbinsel Tien Sha ab. Alle 8 Insassen kamen ums Leben.[1][2]

- Am 8. Juni 1954 verunglückte eine Douglas DC-3/C-47-DL der französischen Société des Transports Aériens d'Extrême-Orient (STAEO) (F-BCCL) am Flughafen Da Nang. Alle 4 Insassen, zwei Besatzungsmitglieder und 2 Passagiere, kamen ums Leben.[3]

- Am 10. November 1962 wurde eine Douglas DC-3/C-47B-25-DK der Air Vietnam (XV-NID) im Anflug 19,6 Kilometer nordnordwestlich des Flughafens Da Nang in einen 550 Meter hohen Berg geflogen. Bei diesem CFIT (Controlled flight into terrain) wurden alle 27 Insassen getötet, drei Besatzungsmitglieder und 24 Passagiere.[4]

- Am 24. Dezember 1966 wurde eine Canadair CL-44D4-1 der Flying Tiger Line (N228SW) im Anflug auf Đà Nẵng in eine Siedlung geflogen. Durch diesem CFIT (Controlled flight into terrain) wurden 111 Menschen getötet, darunter die vier Besatzungsmitglieder und 107 Personen am Boden. Es gab 50 Verletzte. Unfallursächlich war, dass der Anflug unterhalb der Wetterminima, bei Starkregen, Nebel und Nacht durchgeführt wurde, da aufgrund geringer Treibstoffreserven an eine Umkehr zu einem anderen Flughafen nicht zu denken war (siehe auch Flugunfall einer Canadair CL-44 in Đà Nẵng 1966).[5]

- Am 16. Januar 1969 wurde eine Douglas DC-3/C-47A-90-DL der US-amerikanischen CIA-Fluggesellschaft Air America (CIA 949) bei schlechtem Wetter 29 Kilometer südöstlich vom Abflughafen Hue (Südvietnam) in einen Berg geflogen. Die Unfallstelle lag 36 Kilometer nordwestlich des Militärflugplatzes Da Nang, wohin der kurze Flug führen sollte. Bei diesem CFIT (Controlled flight into terrain) wurden alle 12 Insassen, drei Besatzungsmitglieder und 9 Passagiere getötet.[6]

- Am 20. September 1969 befand sich eine Douglas DC-4 der Air Vietnam (XV-NUG) auf einem Linienflug von Pleiku im Anflug auf den Flughafen Da Nang. Sie wurde von oben von einer McDonnell F-4 Phantom II der United States Air Force gerammt, die von einem Kampfeinsatz zurückkam. Die Linienmaschine stürzte in ein Feld. Von den 75 Insassen wurden 74 getötet, alle 5 Besatzungsmitglieder und 69 der 70 Passagiere, sowie 2 Bauern, die in einem Feld arbeiteten.[7]

- Am 16. März 1970 stürzte eine Lockheed EC-121K/L-1049 Super Constellation der US Navy (Kennzeichen Bu 145927) unmittelbar vor der Landung auf dem Militärflugplatz Da Nang ab. Beim Anflug mit einem defekten Triebwerk (von vier) kam es zu einem Strömungsabriss. Von den 28 Insassen wurden 23 getötet.[8]

- Am 30. September 1970 wurde eine Douglas DC-3/DST-318A der Air Vietnam (B-305) im Anflug 17 Kilometer nordwestlich des Flughafens Da Nang in einen Hügel geflogen. Die Maschine war von der taiwanischen Winner Airways geleast. Bei diesem CFIT (Controlled flight into terrain) wurden alle drei Besatzungsmitglieder getötet; die 35 Passagiere überlebten den Unfall.[9]